# Пеца Ганна Дмитрівна
Ганна Дмитрівна Пеца (19 жовтня 1926, Руське — 13 грудня 1992) — новаторка сільськогосподарського виробництва, Герой Соціалістичної Праці (15.12.1972). Член Ревізійної комісії КПУ в 1971—1976 роках. Член ЦК КПУ в 1976—1986 роках.

## Біографія
Народилась 19 жовтня 1926 року в селі Руському (нині Мукачівського району Закарпатської областї). У 1948–1965 роках працювала ланковою колгоспу імені XXII з'їзду КПРС Мукачівського району, з 1965 року — там же бригадирка комплексної бригади. Колектив бригади, очолюваної Ганною Пецою, щорічно збирав понад 40 ц/га озимих зернових, понад 100 ц/га зерна кукурудзи, більше 1000 ц/га кормових буряків. 

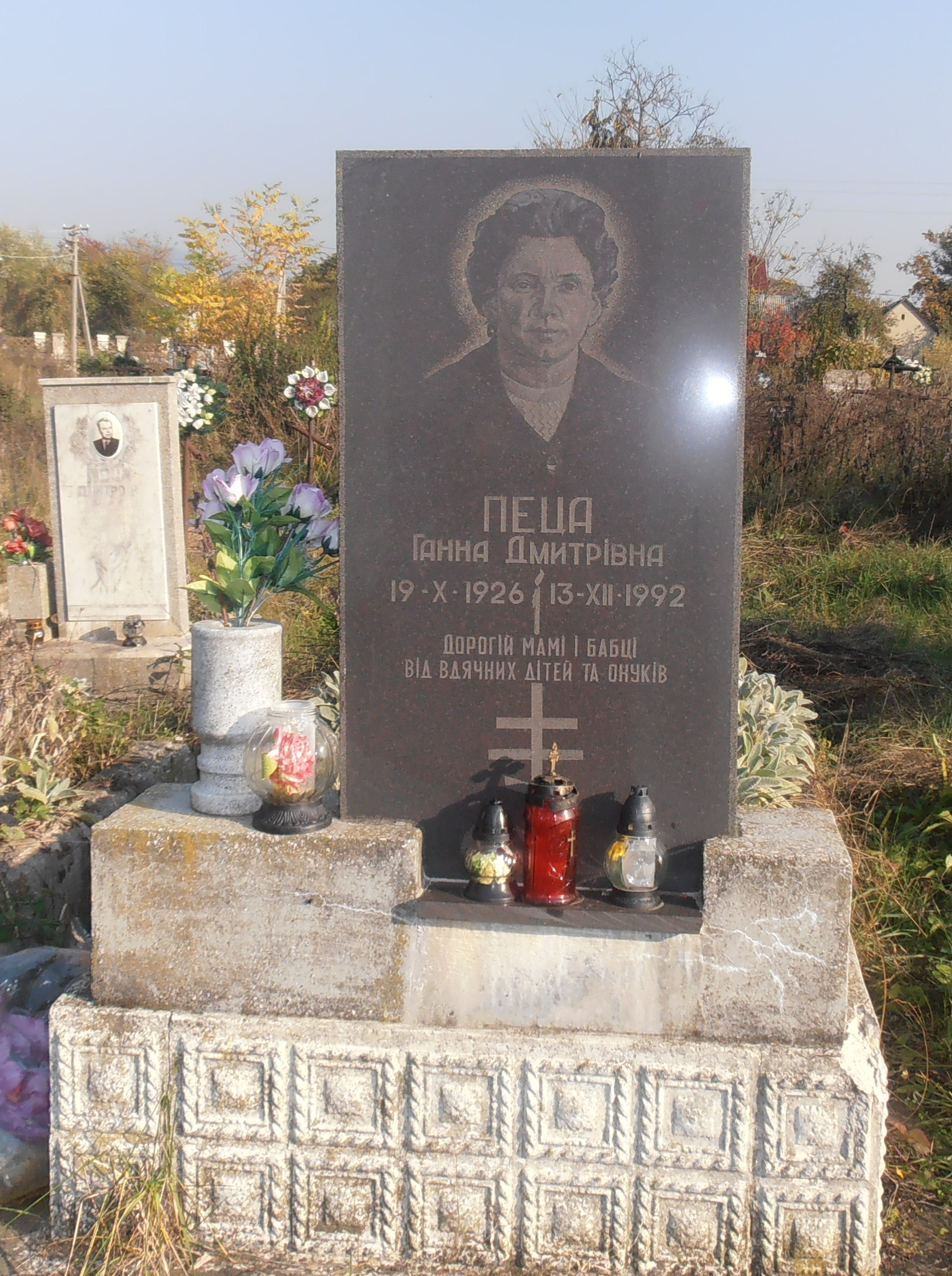
Могила Ганни Пеци

Член КПРС з 1967 року. На XXIV з'їзді Компартії України була обрана членом Ревізійної комісії, на XXV і XXVI з'їздах Компартії України — членом ЦК КПУ.
З 1989 року — персональний пенсіонер союзного значення.
Померла 13 грудня 1992 року. Похована в рідному селі.

## Нагороди
- Герой Соціалістичної Праці (15.12.1972)
- три ордени Леніна (23.06.1966, 15.12.1972, 22.12.1977)
- орден Жовтневої Революції (8.04.1971)
- орден Дружби народів (7.07.1986)
- медаль «За трудову доблесть» (26.02.1958)
- медалі
- Державна премія СРСР (1984)